# Narcos: Mexikó
A Narcos: Mexikó egy amerikai bűnügyi dráma televíziós sorozat, amelyet Chris Brancato, Carlo Bernard és Doug Miro készített és rendezett. A Netflixen 2018. november 16-án mutatták be. Eredetileg a Narcos sorozat negyedik évadjának szánták, de végül társsorozatként jelent meg. A mexikói illegális kábítószer-kereskedelemre összpontosít. 2018. december 5-én a Netflix bejelentette, hogy jön a második évad, ami 2020. február 13-án jelent meg.

## Epizódok
| Rész | Rész | Epizód | Epizód | Eredeti sugárzás   | Magyar sugárzás    | Adó |
| ---- | ---- | ------ | ------ | ------------------ | ------------------ | --- |
|      | 1    | 10     | 10     | 2018. november 16. | 2019. november 12. |     |
|      | 2    | 10     | 10     | 2020. február 13.  | 2020. február 13.  |     |

### Első évad (2018)
| Sor. | Év. | Cím                                              | Rendező              | Író                                                                                                | Premier                               |
| ---- | --- | ------------------------------------------------ | -------------------- | -------------------------------------------------------------------------------------------------- | ------------------------------------- |
| 1.   | 1.  | Camelot (Camelot)                                | Josef Kubota Wladyka | Eric Newman és Clayton Trussell                                                                    | 2018. november 16. 2019. november 12. |
| 2.   | 2.  | A plázarendszer (The Plaza System)               | Josef Kubota Wladyka | Carlo Bernard és Doug Miro                                                                         | 2018. november 16. 2019. november 12. |
| 3.   | 3.  | El Padrino (El Padrino)                          | Andrés Baiz          | Ashley Lyle és Bart Nickerson                                                                      | 2018. november 16. 2019. november 12. |
| 4.   | 4.  | Rafa, Rafa, Rafa! (Rafa, Rafa, Rafa!)            | Andrés Baiz          | Scott Teems                                                                                        | 2018. november 16. 2019. november 12. |
| 5.   | 5.  | A kolumbiai kapcsolat (The Colombian Connection) | Amat Escalante       | Andy Black                                                                                         | 2018. november 16. 2019. november 12. |
| 6.   | 6.  | A végső határ (La Última Frontera)               | Amat Escalante       | Jessie Nickson-Lopez és Clayton Trussell                                                           | 2018. november 16. 2019. november 12. |
| 7.   | 7.  | Főnökök főnöke (Jefe de Jefes)                   | Alonzo Ruizspalacios | Történet: Ashley Lyle, Bart Nickerson és Clayton Trussell Tévéjáték: Ashley Lyle és Bart Nickerson | 2018. november 16. 2019. november 12. |
| 8.   | 8.  | Csak mondj nemet! (Just Say No)                  | Alonzo Ruizspalacios | Doug Miro                                                                                          | 2018. november 16. 2019. november 12. |
| 9.   | 9.  | Lope de Vega 881 (881 Lope de Vega)              | Andrés Baiz          | Clayton Trussell                                                                                   | 2018. november 16. 2019. november 12. |
| 10.  | 10. | Legenda (Leyenda)                                | Andrés Baiz          | Carlo Bernard                                                                                      | 2018. november 16. 2019. november 12. |

### Második évad (2020)
| Sor. | Év. | Cím                                                                  | Rendező        | Író                                              | Premier                             |
| ---- | --- | -------------------------------------------------------------------- | -------------- | ------------------------------------------------ | ----------------------------------- |
| 11.  | 1.  | Mentsd meg a tigrist! (Salva El Tigre)                               | Andrés Baiz    | Carlo Bernard és Johnny Newman                   | 2020. február 13. 2020. február 13. |
| 12.  | 2.  | A kocka el van vetve (Alea Iacta Est)                                | Amat Escalante | Eric Newman és Eva Aridjis                       | 2020. február 13. 2020. február 13. |
| 13.  | 3.  | Ruben Zuno Arce (Ruben Zuno Arce)                                    | Amat Escalante | Clayton Trussell                                 | 2020. február 13. 2020. február 13. |
| 14.  | 4.  | A nagy ásás (The Big Dig)                                            | Marcela Said   | Doug Miro és Alec Ziff                           | 2020. február 13. 2020. február 13. |
| 15.  | 5.  | AFO (AFO)                                                            | Marcela Said   | Carlo Bernard, Clayton Trussell és Johnny Newman | 2020. február 13. 2020. február 13. |
| 16.  | 6.  | Az elnökválasztás (El Dedazo)                                        | Andrés Baiz    | Carlo Bernard                                    | 2020. február 13. 2020. február 13. |
| 17.  | 7.  | Igazság és megbékélés (Truth and Reconciliation)                     | Amat Escalante | Clayton Trussell                                 | 2020. február 13. 2020. február 13. |
| 18.  | 8.  | A rendszer összeomlása (Se Cayó El Sistema)                          | Amat Escalante | Doug Miro                                        | 2020. február 13. 2020. február 13. |
| 19.  | 9.  | Növekedés, jólét, felszabadulás (Growth, Prosperity, and Liberation) | Andrés Baiz    | Clayton Trussell                                 | 2020. február 13. 2020. február 13. |
| 20.  | 10. | Szabadkereskedelem (Free Trade)                                      | Andrés Baiz    | Carlo Bernard                                    | 2020. február 13. 2020. február 13. |